# 칼리파국

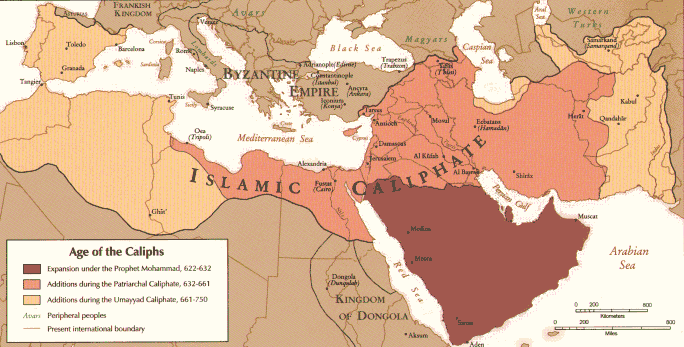
아랍 제국("칼리파 시대")의 영토
622-632: 무함마드 지배 시기의 영토
632-661: 라시둔 왕조에서 확장된 영토
661-750: 우마이야 왕조에서 확장된 영토

칼리파국(아랍어: خلافة 킬라파[*]) 또는 이슬람 제국(영어: caliphate)은 칼리파(아랍어: خَليفة)가 지배하는 제정일치 국가들이다.

## 개요
일반적으로 다음과 같은 칼리파가 이끄는 시기(칼리파조)를 가리킨다. 칼리파는 무함마드의 정통성을 이어받은 정치 지도자이다.
- 정통 칼리파 시대 (632년 ~ 661년) 무하마드를 이은 왕조
- 우마이야 왕조 (661년 ~ 750년) - 라시둔 칼리파의 계승자
  - 이슬람화 된 스페인의 우마이야 토후국 (750년 ~ 929년)
  - 이슬람화 된 스페인의 우마이야 후우마이야 왕조( (929년 ~ 1031년)
- 아바스 왕조 (750년 ~ 1258년) - 우마이야 칼리파의 계승자
- 파티마 왕조 (910년 ~ 1171년)

## 정통 칼리파 시대
정통 칼리파국은 무함마드의 직접적인 후계자로서 632년부터 661년까지 아랍 세계를 지배했다. 네 명의 지도자가 다스린 정통 칼리파국에서 이슬람은 중동 지역의 가장 강력한 세력 중 하나로 성장했다. 라쉬둔은 이전에 이 지역을 지배했던 페르시아 제국과 비잔티움 제국과는 달리 세금을 줄이고 지역의 자치권과 종교의 자유를 제공하여 지지를 받았다.

## 우마이야 왕조
660년부터 750년까지 존속했던 칼리파 국가이다. 수도는 현 시리아의 수도인 다마스쿠스였다. 시조인 우마야의 가계는 무함마드와 같은 조상을 가진 것으로 전승된다.

## 아바스 왕조
우마이야 왕조를 무너뜨리고 세워진 칼리파 국가로써 750년부터 1258년까지 존속했다. 수도는 바그다드였다가 몽골족에게 함락되자 카이로로 천도했다. 8세기 중반 바그다드에 수도를 정하면서 아랍 제국은 이슬람의 황금 시대를 맞게 되었다.

## 파티마 왕조
시아파의 일족이자 무함마드의 딸 파티마의 후손이라 주장하는 이스마일파가 세워 909년부터 1171년까지 존속했다. 수도는 초기에는 마디야에 있다가 카이로로 이전했다. 십자군을 몰아내고 아이유브 술탄국을 세운 수니파의 살라흐 앗 딘에 의해 멸망했다. 수도는 마디아, 알 만수리아, 카이로 순서이다. 파티마 칼리파조를 멸망시킨 아이유브 술탄국의 군주는 "칼리파"가 아닌 "술탄"을 칭했으며, 아이유브 술탄국을 대체 및 계승한 맘루크 술탄국 역시 그러했다.

## 같이 보기
- 이슬람
- 이슬람의 역사